# Astronotíneos
O Astronotíneos (Astronotinae) são uma subfamília de ciclídeos da América do Sul , onde eles são encontrados nos rios Amazonas, Orinoco, Paraná, e nos rios da Bacia Hidrográfica do Rio Paraguai, e vários rios nas Guianas. A subfamília inclui três gêneros, cada um com duas espécies.

## Gêneros
- Astronotus
- Chaetobranchopsis